# 池田透
池田 透（いけだ とおる、1958年 - ）は日本の哺乳類学者。北海道大学大学院教授。

## 人物
1958年、北海道出身。札幌南高校卒、1981年北海道大学文学部行動科学科、1983年北海道大学文学研究科心理学専攻、1988年、北海道大学文学研究科心理学専攻、1981年、北海道大文学部行動科学科同大学院文学研究科（心理学専攻）博士後期課程単位取得退学、修士（文学）。1988年 - 1995年、1995年 - 2000年、北海道大学助手(文学部人文科学科地域システム科学講座) 助手、2000年 - 2001年、北海道大学大学院助手(文学研究科人間システム科学専攻地域システム科学講座) 助手、2001年 - 2007年、北海道大学大学院助教授(文学研究科人間システム科学専攻地域システム科学講座) 助教授、2007年 -	、北海道大学大学院教授(文学研究科人間システム科学専攻地域システム科学講座) 教授
(北海道大学大学院文学研究科・文学部 2013)。
所属学会は、日本生態学会、日本哺乳類学会、野生生物保護学会、日本動物行動学会、応用動物行動学会、The Mammal Society会員(北海道大学大学院文学研究科・文学部 2013)。
委員歴：
- 日本哺乳類学会 外来動物対策作業部会長(1996~)
- 日本哺乳類学会 和文誌編集委員(1995~)
- 日本哺乳類学会 哺乳類保護管理専門委員(1995~)

2002年 - 2004年
- 日本哺乳学会哺乳類保護管理専門委員会(外来動物作業部会を兼任) 委員(部会長)
- 日本生態学会 外来種問題検討作業部会員(1999~)
- 日本哺乳類学会 外来動物対策作業部会長(1996~)
- 日本哺乳類学会 和文誌編集委員(1995~)
- 日本哺乳類学会 哺乳類保護管理専門委員(1995~)

2002年 - 2004年
- 日本哺乳学会哺乳類保護管理専門委員会(外来動物作業部会を兼任) 委員(部会長)
- 日本生態学会 外来種問題検討作業部会員(1999~)

2002年 - 2004年
- 応用動物行動学会 評議員
- 日本哺乳類学会 外来動物対策作業部会長(1996~)
- 日本哺乳類学会 哺乳類保護管理専門委員(1995~)
- 日本哺乳類学会 和文誌編集委員(1995~)

2004年 - 2006年
- 日本哺乳類学会 委員(部会長)

2003年 - 2005年
- 日本哺乳類学会 委員(部会長)

2003年 - 2005年
- 応用動物行動学会 評議員

2004年 - 2006年
- 日本哺乳類学会和文誌編集委員会 委員

2004年 - 2006年
- 応用動物行動学会 評議員

## 著書
- 日本の外来哺乳類:管理戦略と生態系保全　東京大学出版会、2011年12月　ISBN 9784130602211（山田文雄、小倉剛と共編）
- 生物という文化―人と生物の多様な関わり―　北海道大学出版会、2013年3月　ISBN 9784832933842（編著）

## 論文
- 国立情報学研究所収録論文 国立情報学研究所

- Kotani, K., Ishii, H., Matsuda, H., 池田透 (2009). Invasive species management in two-patch environments: Agricultural damage control in the raccoon (procyon lotor) problem, hokkaido, japan. Population Ecology, 51(4), 493-504.

- Murase, T., Horiba, N., Goto, I., Yamato, O.,池田透, Sato, K., . . . Maede, Y. (1993). Erythrocyte ALA-d activity in experimentally lead-poisoned ducks and its change during treatment with disodium calcium EDTA. Research in Veterinary Science, 55(2), 252-257.

- Murase, T.,池田透, Goto, I., Yamato, O., Jin, K., Maede, Y. (1992). Treatment of lead poisoning in wild geese. Journal of the American Veterinary Medical Association, 200(11), 1726-1729.

- Shimatani, Y., Takeshita, T., Tatsuzawa, S., 池田透, Masuda, R. (2008). Genetic identification of mammalian carnivore species in the kushiro wetland, eastern hokkaido, japan, by analysis of fecal DNA. Zoological Science, 25(7), 714-720.

- Shimatani, Y., Takeshita, T., Tatsuzawa, S., 池田透, Masuda, R. (2010). Sex determination and individual identification of american minks (neovison vison) on hokkaido, northern japan, by fecal DNA analysis. Zoological Science, 27(3), 243-247.